# Marta Guzowska
Marta Guzowska (ur. w 1967)  – polska pisarka i archeolog, doktor nauk humanistycznych.

## Życiorys
Tytuł doktora nauk humanistycznych uzyskała w 1997 na Uniwersytecie Warszawskim. Pracuje w Instytucie Archeologii Uniwersytetu Warszawskiego. Mieszka w Wiedniu. Współprowadzi portal „Zbrodnicze siostrzyczki“.
Laureatka Nagrody Wielkiego Kalibru w 2013 za swój debiut literacki – książkę Ofiara Polikseny.

## Publikacje

### Książki dla dorosłych
- Ofiara Polikseny (2012); cykl Mario Ybl, tom 1[5]
- Głowa Niobe (2013); cykl Mario Ybl, tom 2[6]
- Wszyscy ludzie przez cały czas (2015); cykl Mario Ybl, tom 3[7]
- Chciwość (2016)[8]
- Czarne światło (2016); cykl Mario Ybl, tom 4[9]
- Reguła nr 1 (2017)[10]
- Ślepy archeolog (2018)[11]
- Raj (2019)[12]
- Rok szczura (2019)
- Zła miłość (2022)

### Książki dla dzieci
- Seria Detektywi z Tajemniczej 5
  - Zagadka zaginionej kamei (2018)
  - Zagadka grobu wampira (2018)
  - Zagadka królowej myszy (2019)
  - Zagadka zbuntowanego robota (2019)
  - Zagadka ducha Chopina (2020)
  - Zagadka mazurskiej mumii (2021)
  - Zagadka czwartego piętra (2021)

- Seria Detektywi z Tajemniczej 5 kontra duchy
  - Zagadka czarnego psa (2022)
  - Zagadka nawiedzonej kamienicy (2022)
  - Zagadka zwierciadła Twardowskiego (2023)
  - Zagadka upiornego lasu (2023)
- Archeologia. Mumie, złoto i stare skorupy (2021)

### Reportaże
- Wiedeń. Miasto najlepsze do życia (2020)
- Kończę z tym. Dlaczego dzieci nie chcą żyć? (2022)